# Antiblemma gladysia
Antiblemma gladysia là một loài bướm đêm trong họ Erebidae.